# 王曙光 (1945年)
王曙光（1945年—），汉族，山东莘县人，中华人民共和国政治人物、第十一届全国政协委员。
1972年加入中国共产党，1969年毕业于山东海洋学院。曾任莘县计划委员会副科长、副主任，莘县县长、县委副书记、县委书记，聊城市委书记，聊城地区行署副专员，烟台市副市长，聊城地区行署专员、地委副书记，山东省海洋与水产厅厅长、党组书记，国家海洋局副局长、党组副书记。
2000年1月至2005年11月，任中华人民共和国国土资源部党组成员，国家海洋局局长、党组书记。
2008年，当选第十一届全国政协委员，代表中国科学技术协会，分入第二十三组。并担任人口资源环境委员会副主任。